# Comunicação social
Comunicação social ou ciências da comunicação é uma disciplina acadêmica que lida com processos de comunicação humana e comportamento, padrões de comunicação nas relações interpessoais, interações sociais e comunicação em diferentes culturas. A comunicação é geralmente definida como dar, receber ou trocar ideias, informações, sinais ou mensagens através da mídia apropriada, permitindo que indivíduos ou grupos persuadam, procurem informações, forneçam informações ou expressem emoções de maneira eficaz. Comunicação social é uma ciência social que utiliza vários métodos de investigação empírica e análise crítica para desenvolver um corpo de conhecimento que abrange uma variedade de tópicos, desde conversas e interações do dia a dia até sistemas de comunicação social e cultural no nível macro.
Os teóricos da comunicação acadêmica concentram-se principalmente em refinar o entendimento teórico da comunicação, examinando as estatísticas para ajudar a substanciar hipóteses. A gama de métodos científicos sociais para estudar a comunicação vem se expandindo. Os pesquisadores de comunicação utilizam uma variedade de técnicas qualitativas e quantitativas. As viradas linguísticas e culturais de meados do século XX levaram a abordagens cada vez mais interpretativas, hermenêuticas e filosóficas para a análise da comunicação. Por outro lado, o final da década de 90 e o início da década de 2000 viram o surgimento de novas técnicas analiticamente, matematicamente e computacionalmente rigorosas.
Como campo de estudo, a comunicação é aplicada ao jornalismo, negócios, mídia de massa, relações públicas, marketing, transmissão de notícias e televisão, comunicação interpessoal e intercultural, educação, administração pública, rádio - e além. Como todas as esferas da atividade e relação humana são afetadas pela interação entre a estrutura de comunicação social e a agência individual, os estudos de comunicação expandiram gradualmente seu foco para outros domínios, como saúde, medicina, economia, instituições militares e penais, Internet, capital social e o papel da atividade comunicativa no desenvolvimento do conhecimento científico.

## Atuação mercadológica
A comunicação social é uma ciência social aplicada, cujo objeto tradicional de estudo são os meios de comunicação de massa (também chamados mass media ou simplesmente "média" ou "mídia"), principalmente o jornalismo ou imprensa e a comunicação organizacional (publicidade, propaganda, relações públicas, comunicação de marketing) de empresas e de organizações governamentais ou não-governamentais. O objeto da comunicação social diferencia-se, portanto, da comunicação que é objeto de ciências como a psicologia, a linguística ou a antropologia, sem que se possa negar a existência de interseções entre esses domínios.
Os meios de comunicação de massa mais frequentes são o jornal, a televisão, o rádio, o cinema e a internet. Didaticamente, poderia-se simplificar as atribuições dos diversos profissionais da seguinte forma: os jornalistas atuam com as notícias, os publicitários ou propagandistas atuam com os anúncios e os relações públicas com a relação entre a sua organização e a sociedade. Não obstante, a interdisciplinaridade e a convergência têm se ampliado progressivamente nessa área.
A pesquisa científica em comunicação social mantém diálogos frequentes com a antropologia, com a sociologia, com a linguística, com a psicologia, com a ciência da informação, com a administração de empresas, com as artes visuais, com a música e com as artes cênicas. A partir do advento da internet, ampliou-se também o diálogo acadêmico entre a comunicação social, a ciência da informação e a ciência da computação.
Os fenômenos tecnológicos relacionados à transmissão e à recepção das mensagens pelos meios de comunicação de massa são um domínio de conhecimento distinto da comunicação social. Esses fenômenos são objeto de estudo das engenharias, em especial dos profissionais de telecomunicações.

### Política
A comunicação é uma das ferramentas mais relevantes nas estratégias políticas, incluindo persuasão e propaganda, visando influenciar com fins ideológicos, políticos as emoções, atitudes, opiniões ou ações do público alvo através da transmissão controlada de informação parcial (que pode ou não ser factual). Na informação da mass media e da mídia online, o esforço do estrategista é conseguir uma decodificação precisa, evitando a "reactância da mensagem", ou seja, a recusa da mensagem. A reacção a uma mensagem é referida também em termos de abordagem a uma mensagem da seguinte forma:
- Na "leitura radical", o público rejeita os significados, valores e pontos de vista construídos no texto pelos seus criadores. Efeito: recusa de mensagem.
- Na "leitura dominante", o público aceita os significados, valores e pontos de vista construídos no texto pelos seus criadores. Efeito: aceitação da mensagem.
- Na "leitura subordinada", o público aceita, em geral, os significados, os valores e a visão de mundo incorporados ao texto pelos seus criadores. Efeito: obedecer à mensagem.[15]

São também usadas abordagens holísticas por líderes de campanha de comunicação e estrategistas de comunicação a fim de examinar todas as opções, "atores" e canais que podem gerar mudanças na paisagem semiótica, ou seja, alterar as percepções, alterar a credibilidade, alterar o "background memético", alterar na imagem dos movimentos, dos candidatos, jogadores e dirigentes percebidos por influenciadores chave que podem ter um papel na geração do "estado final" desejado.
O campo da comunicação política moderna é altamente influenciado pela estrutura e pelas práticas das doutrinas de "operações de informação" cuja natureza deriva de estudos estratégicos e militares. Nessa visão, o que realmente importa é o conceito de atuação no Ambiente de Informação. O ambiente de informações é o conjunto de indivíduos, organizações e sistemas que colectam, processam, disseminam ou agem com base nas informações. Esse ambiente consiste em três dimensões inter-relacionadas, que interagem continuamente com indivíduos, organizações e sistemas. Essas dimensões são conhecidas como físicas, informativas e cognitivas.